# صفقة البرتقال

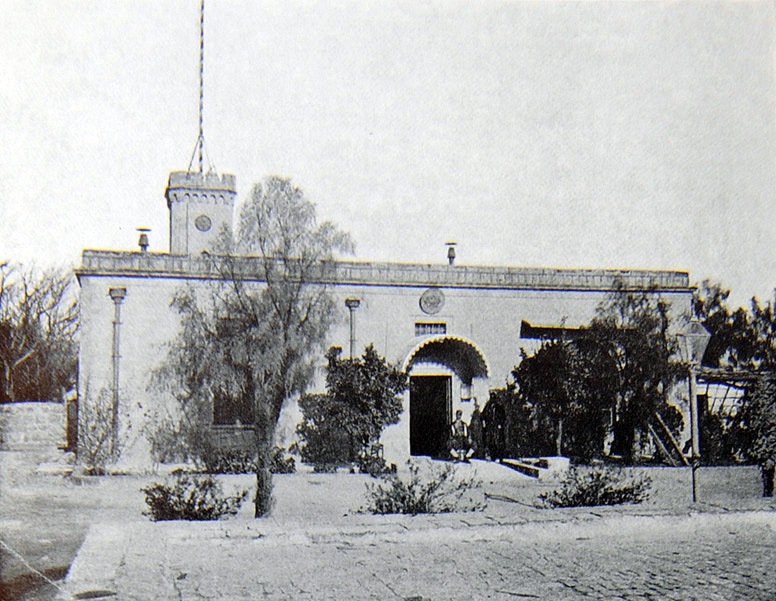
القنصلية الروسية في القدس عام 1907، وهي واحدة من الأملاك التي باعتها روسيا لإسرائيل

صفقة البرتقال (بالروسية: Апельсиновая сделка)‏ هو الاسم غير الرسمي الذي أطلقه المؤرخون على الاتفاقية رقم 593، التي باعت فيها حكومة الاتحاد السوفييتي أملاكها من عقارات وأراضي فلسطينية - تعود ملكيتها إلى جمعية فلسطين الإمبراطورية الأرثوذكسية والبعثة الروحية الروسية والإمبراطورية الروسية قبل الثورة البلشفية عام 1917 - لإسرائيل في 7 اكتوبر/ تشرين الأول 1964. وقع الاتفاقية كلا من وزيرة الخارجية جولدا مائير ووزير المالية بنحاس سابير من الجانب الإسرائيلي، والسفير فوق العادة الوزير المفوض للاتحاد السوڤيتي في إسرائيل ميخائيل بودروف. وقد سُميّت الاتفاقية ب«صفقة البرتقال» لأن إسرائيل دفعت قيمة المبلغ من برتقال يافا والمنسوجات.
قدّر خبراء إسرائيليون قيمة العقار الذي عرضه السوفيات للبيع بـ18 مليون جنيه إسترليني، ومع ذلك وافق السوفيات على بيعه بمبلغ قدره 4.5 ملايين دولار، دفع بالتقسيط على شكل منسوجات وشحنات من برتقال يافا، وُقّعت الاتفاقية في القدس يوم في الأيام الأخيرة من حكم الزعيم السوفياتي نيكيتا خروتشوف. وبلغ إجمالي ما باعته الحكومة السوفياتية إلى إسرائيل 22 عقارا وأراضي تبلغ مساحتها الإجمالية نحو 167 ألف متر مربع، شملت مقر القنصلية العامة الروسية والمستشفى الروسي ومزارع روسية عدة في القدس، وعددا من المواقع في حيفا والعفولة وعين كارم وكفر كنا.

## التاريخ
في منتصف القرن الـ19، وبموجب مرسوم من القيصر نيقولا الأول، أنشئت البعثة الروحية الروسية في القدس. وحصلت هذه البعثة على حق شراء أراض وبناء مبان عليها، وشيدت لاحقا مباني وأديرة في الفترة بين (1856-1864) بمساعدة جمعية فلسطين الروسية. وفي وقت لاحق، أصبحت أملاك البعثة الروحية الروسية في القدس تحت سلطة الجمعية الإمبراطورية الأرثوذكسية الفلسطينية. وإنشاء مثل هذه الجمعية الروسي الخاص في الأرض المقدسة، كان لاعتبارات جيوسياسية بحتة، لأن روسيا كانت قوة عظمى، وكانت تحاول تعزيز مكانتها عالميا عبر الانتشار في مناطق رئيسية في العالم، أهمها الأراضي المقدسة.
وبعد الثورة البلشفية عام 1917، صدر مرسوم بفصل الكنيسة عن الدولة، وظلّت إدارة الأملاك الروسية في فلسطين من الناحية القانونية، مِلكا للجمعية الفلسطينية الإمبراطورية الأرثوذكسية، وأهملت السلطات الروسية الكنائس مع صعود توجهاتها الإلحادية، وتناسَتها مع مرور الزمن. عام 1964 أعلنت روسيا  نفسها "المالك الوحيد" للممتلكات الروسية في فلسطين، وقررت بيعها لإسرائيل مقابل 4.5 ملايين دولار دُفعت لها على شكل منسوجات وفواكه حمضية.

## الطعون
عام 1972 طعنت الكنيسة الأرثوذكسية الروسية خارج روسيا والجمعية الفلسطينية الأرثوذكسية التي تعمل تحت ولايتها القضائية في شرعية "الصفقة البرتقالية"، واعتبرتها تفتقر إلى القوة القانونية، خاصة وأن من باعها لا يملكها فعليا. اعترفت المحكمة المركزية في القدس بعدم شرعية الصفقة في 24 مايو/أيار 1984، وطالبت إسرائيل بدفع مبلغ 7 ملايين دولار أميركي، واشترطت تل أبيب ألا تطالب الكنيسة الأرثوذكسية الروسية خارج روسيا والجمعية الفلسطينية الأرثوذكسية بتلك العقارات والأراضي مرة أخرى. في 28 ديسمبر/كانون الأول 2008، أُعيدت ملكية مجمع سيرغيفسكويه إلى روسيا، إلا أن المستأجرين اليهود لم يُخلوا المبنى، واستمر تأجير معظم مباني البعثة الروحية الروسية لفترة طويلة بقرار قضائي صادر عن المحكمة العليا الإسرائيلية.
شهد الوضع تغييرا جذريا عام 2020، حين سُجِّل المجمع بشكل مفاجئ في السجل العقاري الإسرائيلي لصالح روسيا. وفسرت وسائل الإعلام الإسرائيلية هذا التطور بأنه نتيجة اتفاق بين رئيس الوزراء الإسرائيلي بنيامين نتنياهو والرئيس الروسي فلاديمير بوتين. وتداولت الصحف أن موسكو حصلت على حق الملكية بعد إطلاقها سراح السائحة الإسرائيلية نعمة يسسخار، التي كانت قد احتجزتها في أحد مطارات موسكو لحيازتها 9.5 غرامات من الحشيش. وكانت محكمة روسية قد حكمت عليها بالسجن 7 سنين و6 أشهر بتهمة التهريب. وقررت المحكمة المركزية الإسرائيلية في مارس/آذار 2022 إلغاء تسجيل الأرض المقامة عليها "كنيسة ألكسندر نيفسكي" في القدس باسم الحكومة الروسية، ونقلت ملكيتها لإسرائيل.
وفسّر هذا القرار رئيس الجمعية الإمبراطورية الأرثوذكسية الفلسطينية، سيرغي ستيباشين، الذي تولى سابقا مناصب رئاسة الوزراء ووزارتي الداخلية والعدل إضافة إلى إدارة جهاز الاستخبارات الروسي، وقال إن رفض إسرائيل تسليم المجمع لروسيا يرتبط بضغط العقوبات المفروضة على موسكو ردا على حربها في أوكرانيا.

## الحيازات الروسية
حالياً يوجد جزء من الحيازات الروسية في فلسطين على الأراضي المحتلة وبعضها - في الأردن وفي الأراضي التابعة للسلطة الفلسطينية. من بين المرافق التي بيعت لإسرائيل، مبنى البعثة الكنسية الروسية، كاتدرائية الثالوث، بيت سرگي. وبالرغم من كل تلك المبيعات، فما زالت روسيا حالياً - في الترتيب الثالث بعد الڤاتيكان واليونان من حيث حجم الممتلكات في الأراضي المقدسة. لكن يتخوف الفلسطينيون من تسريب أراضي كنيسة المسكوبية في الخليل إلى المستوطنين.

## ممتلكات بيعت لليهود

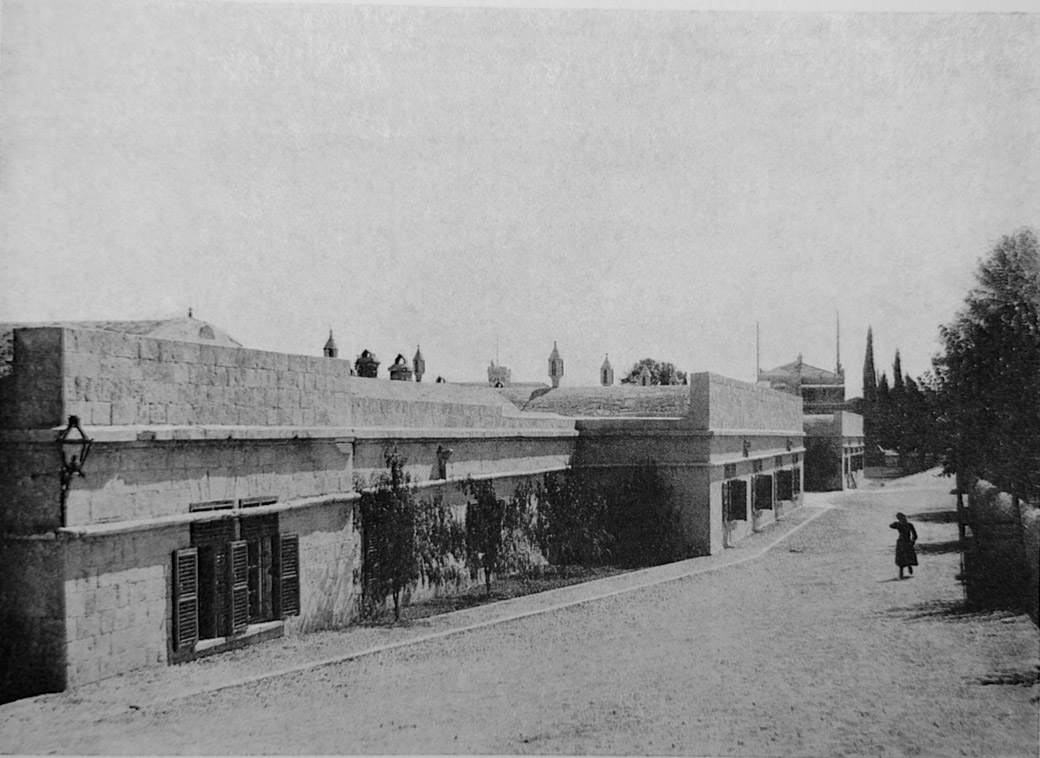
مجمع مارينسكي في القدس

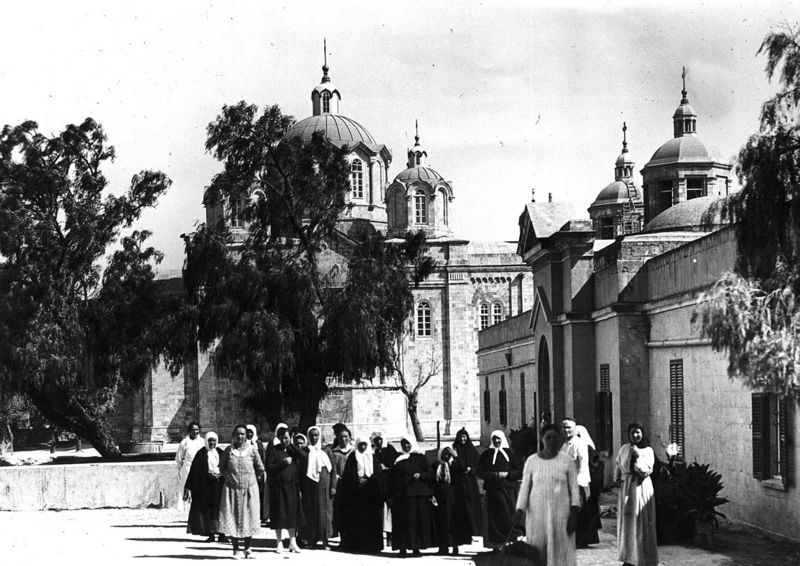
مجمع إليزابث

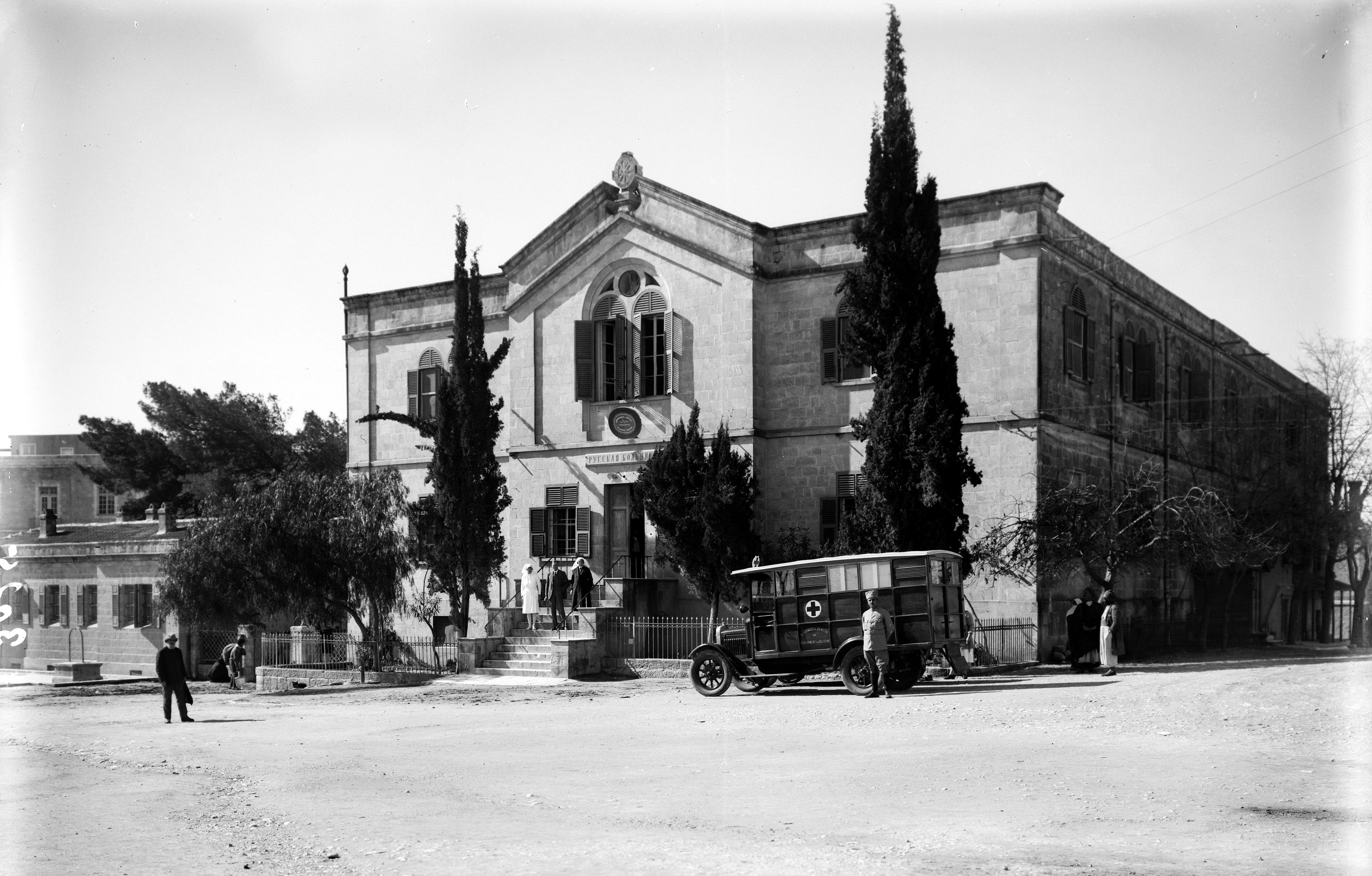
المستشفى الروسي في القدس

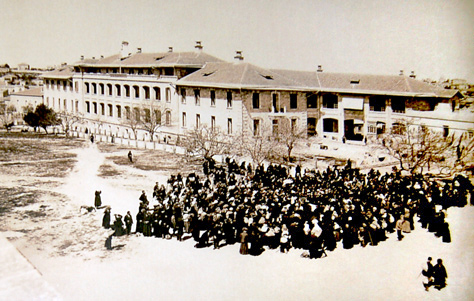
مجمع نيقولايف

بلغ عدد المواقع التي بيعت 22 موقعاً، ذات مساحة أجمالية تصل إلى 167 ألف متر مربع، وفق نص الاتفاقية (أرشيف المكتبة القومية العبرية – هيفات رام)، وهي تتألف من أراض تقع عليها مبان تسمى بالمنشآت الروسية، واسمها المتداول "المسكوبية"، تضم:
1. . الأراضي والمباني الواقعة فيما سميت بالمسكوبية:
  1. ) مقر القنصلية العامة الروسية في القدس والمبنى المجاور لها من طابق حجري واحد.
  2. ) مجمع مارينسكي
  3. ) مجمع إليزابث
  4. ) مبنى المستشفى الروسي
  5. ) مجمع نيقولايف
  6. ) منزل حجري قديم مكون من ثلاثة طبقات
  7. منزل حجري آخر وملحقاته
  8. ) قطعة أرض فيها مستودعين حجريين
2. قطعة أرض مطلة على شارع الملك جورج
3. مجمع فينيامين
4. مبنى في شارع سليمان
5. قطعة أرض في قرية عين كارم المجاورة للقدس
6. قطعة أرض في حيفا مطلة على البحر
7. قطعة أرض في حيفا
8. مجمع ميخائيل سبيرانسكي
9. وعلى الطريق نحو طبريا قطعة أرض
10. في الناصرة ؛ قطعة أرض مصوّنة تسمى حديقة السيمنار (دار المعلمين)
11. قطعة أرض بها منزل (مجليا) مجاورة لمزرعة في الناصرة
12. مجمع الدوق سيرغي ألكسندروفيتش الكبير في الناصرة
13. أرض في عفولة
14. قطعة أرض مع بيت حجري من طبقتين
15. قطعة أرض ذات سور حجري

وبذلك يكون الاتحاد السوفياتي، الذي اعتبر نفسه المالك الوحيد لهذه الأراضي والمنشآت، قد باع 22 موقعاً من أصل سبعين (وفق أرقام "الجمعية الفلسطينية" من دون إدراج تفاصيل).